# Guillaume Gratry

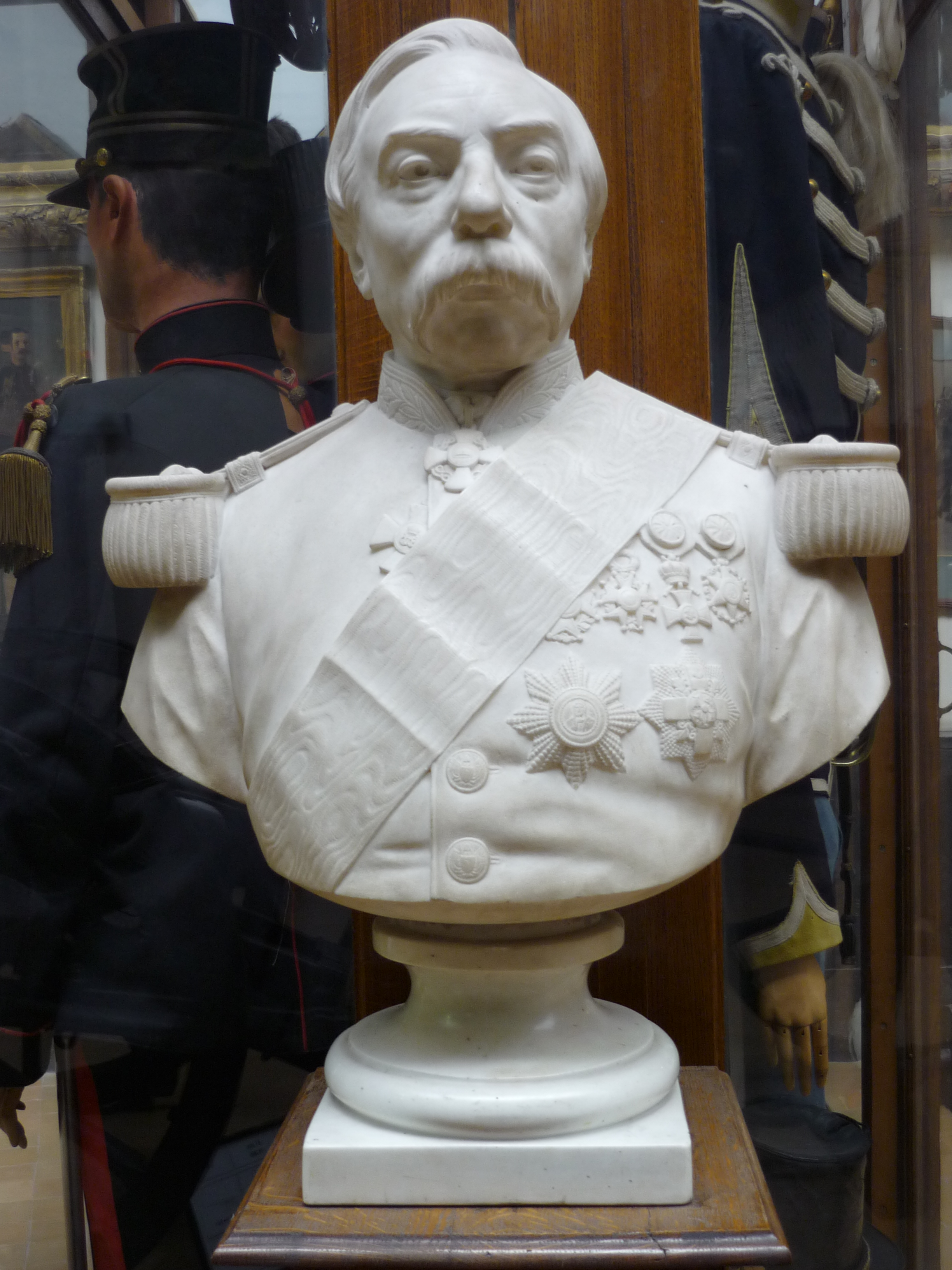
Generaal Auguste Gratry (buste door Charles-Auguste Fraikin).

Guillaume Alexandre Auguste Gratry (Aat, 1 september 1822 - Sint-Gillis, 13 juli 1885 was generaal-majoor in het Belgisch leger en minister van Oorlog.

## Levensloop
Guillaume Gratry was de zoon van een naar België uitgeweken Fransman, Alexandre Nicolas Gratry en Charlotte Florent.
Hij trouwde in 1858 in Irchonwelz met Catherine Juliette Hannecart, dochter van Jules Hannecart en Marie Anne Célestine Hermant. Ze hadden twee dochters, geboren in 1860 et 1863 en een zoon die jong stierf. Hij werd ook soms, ten onrechte, vernoemd als de vader van Alexandre Gratry (1850-1913), generaal-majoor, gemeenteraadslid van Schaarbeek, die in deze gemeente met een straatnaam werd bedacht
In zijn vrije tijd beoefende Guillaume Gratry twee hobby's: het broderen en het tekenen.
Op het einde van zijn leven werd hij door reuma geplaagd. Hij werd in Aat begraven, na een uitvaartdienst in de parochiekerk van Sint-Gillis.

## Militaire loopbaan
In 1839, nog minderjarig, nam Gratry dienst in het Belgisch leger. Hij nam deel aan de Tiendaagse veldtocht tegen Nederland in 1839. Vanaf 1840 volgde hij een opleiding in de Koninklijke Militaire School. Hij werd in 1845 opgenomen in de Genie.
Hij beklom de militaire hiërarchie: onderluitenant in 1843, luitenant in 1850, kapitein in 1857, kapitein-commandant in 1863, majoor in 1870, luitenant-kolonel in 1873, kolonel in 1877 en generaal-majoor in 1880.
Hij werd plaatscommandant in Oostende (1848, Bergen (1850) Doornik (1851), Antwerpen (1859), en (tegen het einde van zijn loopbaan)provincie Brabant (1880). Op het eind van zijn carrière, na zijn ministerschap, werd hij in 1885 nog commandant voor de provincie Luik.
In 1869 werd hij benoemd op het ministerie van Oorlog, waar hij in 1874 directeur werd van het departement Genie. Hij werd gecrediteerd met aanzienlijke verbeteringen die aan de kazernes werden aangebracht, om meer comfort en hygiëne te verzekeren. Onder zijn leiding werd de nieuwe kazerne van Etterbeek gebouwd en werd aan de bouw van nieuwe kazernes begonnen in Charleroi, Namen en Antwerpen.

## Politieke loopbaan
Na de verkiezingen van 11 juni 1878 trad een homogeen liberaal kabinet aan, onder de leiding van Walthère Frère-Orban.
De ministers van Oorlog volgden elkaar in deze regering snel op. Generaal Renard overleed na een jaar. Generaal Liagre nam na een jaar ontslag. In juni 1880 werd Gratry als zijn opvolger benoemd. Hij hield het vier jaar vol, dankzij een diplomatisch evenwicht tussen zijn loyaliteit tegenover Leopold II en anderzijds tegenover het kabinet. Over militaire zaken waren er immers regelmatig botsingen tussen de koning en zijn ministers.
Hij hield de koning stipt op de hoogte over de genomen beslissingen, wat niet belette dat over heel wat zaken discussies ontstonden, zoals over benoemingen en promoties in het leger, rekrutering van vrijwilligers, organisatie van manoeuvres, verdeling van de troepen over de verschillende landsgedeelten, enz.
De realisaties van Gratry hadden vooral de verbetering op het oog van de organisatie van het leger en van de levensomstandigheden van de militairen.
Omdat tyfus nog vaak de legereenheden teisterde, deed hij er de oorzaken van opzoeken. Het bleek dat vooral de weinig hygiënische toestanden binnen vele kazernes hiervan de oorzaak waren. Hij zette dan ook een uitgebreid programma op het getouw voor het verbeteren van de bestaande kazernes en voor het bouwen van nieuwe. Naast wat reeds vroeger was in gang gezet (Etterbeek, Charleroi, Antwerpen, Namen), deed hij ook nog nieuwe kazernes bouwen in Laken en een militair hospitaal in Leuven.
Op zijn bevel werd voortaan vers vlees geserveerd tijdens militaire manoeuvres in plaats van conserven en werden de rantsoenen vermeerderd. Hij schafte ook de lijfstraffen en strafoefeningen af in het leger, omdat ze naar zijn overtuiging geen gunstige invloed hadden. Hij schafte ook de nutteloze tierlantijntjes aan de uniformen af, die niet alleen dure onderhoudskosten opleverden maar tevens in oorlogstijd van de militairen beter zichtbare schietschijven maakten.
Hij zorgde er ook voor de populariteit van het leger te verhogen door in kleine steden pupillenscholen op te richten, die de rekrutering voor het leger voorbereidden.
Verder bekommerde hij zich ook nog om de versterking van de relaties met specialisten uit de legers in andere landen, om het bouwen van verdedigingsbolwerken, om het oordeelkundiger verdelen van de legereenheden in de verschillende garnizoenssteden, enz.
In juni 1884 kwam, door de overwinning van de katholieke partij bij de wetgevende verkiezingen, een einde aan de liberale regering en aan het ministerschap van Gratry.

## Publicaties
- Le camp de Beverloo
- Notes sur le mouvement d'un pendule libre
- Mémoire sur le moyen de communiquer le feu aux fourneaux de mines
- Description des appareils de maçonnerie les plus remarquables employés dans les constructions en briques
- Essai sur les ponts mobiles militaires
- Du pain : des différents modes et systèmes employés pour sa fabrication
- Discours prononcé sur la tombe de Félix Pauwels
- Le polygone de Brasschaet
- Extrait du sommaire des leçons données depuis 1825 à l'École d'application de l'art du Génie (manuscrit inédit)